# Emancipação política do Paraná
A emancipação política do Paraná foi um acontecimento pelo qual a província do Paraná desmembrou-se da Província de São Paulo, transformando-se na mais nova província do Império do Brasil, em 19 de dezembro de 1853. Esse desmembramento teve variados motivos como o apoio de paulistas à Revolução Farroupilha, uma punição pela participação paulista nas revoltas liberais de 1842 e, sendo o argumento econômico, a grande e lucrativa produção de erva-mate na região do estado.
O governo da Capitania Real do Rio de Janeiro decidiu a criação, em 1660, da Capitania de Paranaguá, que se formou a partir dos territórios pelos quais antigamente eram compostos pela Capitania de Santana. O fato de ser criada a então capitania hereditária vinha trazer benefícios ao Marquês de Cascais, um dos que descendiam de Pero Lopes de Sousa, donatário da Capitania. A existência da Capitania perdurou até 1710, quando da sua extinção e incorporação aos territórios da Capitania de São Vicente e Santo Amaro, com os quais veio a formação posterior da Capitania Geral de São Paulo, em 1709. Esta, por ser muito extensa, a coroa portuguesa dividiu em ambas as comarcas, ficando a do sul sediada em Paranaguá, onde tem passado a ser a residência oficial do ouvidor-geral. Posteriormente, em 1812, a coroa portuguesa transferiu sua capital de Paranaguá para Curitiba, sendo elevada à categoria de comarca com a denominação de Comarca de Curitiba e Paranaguá, nome que vigorou até 1853, quando a comarca foi transformada na mais nova província do Brasil Império.

## Primeiras tentativas

Chegada do Conselheiro Zacarias em Curitiba, do pintor curitibano Artur José Nísio (óleo sobre tela, 1953).

Quanto às atenções dispensadas pelo príncipe regente Dom João, que recentemente chegou junto com a família real portuguesa ao Brasil, aos problemas que existiam na Comarca de Curitiba e Paranaguá, bem como ao fato de conservar o que se chamava Caminho Velho do Itupava de Morretes até Curitiba, estas atenções trouxeram entusiasmo à sua população, tendo feito com que essa sociedade tivesse o desejo de um objetivo comum: recuperar um governo próprio. Como finalidade disso, no ano de 1811, a Comarca de Curitiba e Paranaguá foi a que primeiramente realizou o envio ao príncipe, o que representava nesse sentido. Deram-lhe a explicação de tudo o que era vantajoso aquilo que ia advir com o fato de criar uma nova capitania, sediada em Paranaguá. O nome completo do homem que liderava este movimento emancipacionista em 1811 era Pedro Joaquim Correia de Sá, o qual pretendia ter se tornado capitão-mor da nova capitania que desejava criar. A Câmara Municipal de Paranaguá apoiava necessariamente neste sentido, incluindo uma procuração, dando-lhe autorização para fazer a ação, no Rio de Janeiro, por decisão da Câmara.
Correia de Sá, após diversas vezes em que tentou juntamente à Corte no Rio de Janeiro, vê que fracassou sua missão. Mesmo assim foi este o mais antigo movimento de independência que desejava emancipar a comarca.
Apesar da atividade política expressa em sucessivas diligências e petições que tinham em vista a emancipação político-administrativa, e mesmo após a independência, continuaram os então chamados "parnanguaras" submetidos aos comandantes da tropa local, uma vez que o governo provincial estava longe e desinteressado daquelas terras. A importância política e estratégica da região avultava com os anos e evidenciava-se com acontecimentos que repercutiram no plano nacional, como a Revolução Farroupilha (1835 - 1845) e a Revolução Liberal de 1842.
Em 29 de maio de 1843, entra em primeira discussão o projeto de lei que elevava a comarca de Curitiba à categoria de província. Durante os debates, destacaram-se os deputados de Minas Gerais e São Paulo. Segundo os deputados paulistas, o verdadeiro motivo da criação da nova província, por desmembramento da Província de São Paulo, seria o de punir esta última por sua participação na Revolta Liberal de 1842.
Paralelamente, a economia paranaense, a par do comércio de gado, ganhava incremento com a exportação da erva-mate nativa para os mercados do Prata e do Chile. Eram feitas promessas de emancipação, enquanto prosseguiam as representações e a luta no Parlamento. Finalmente, a 28 de agosto de 1853 foi aprovado o projeto de criação da província do Paraná, que teria como capital provisória (que depois seria confirmada) o município de Curitiba.
A 19 de dezembro do mesmo ano chegou à capital Zacarias de Góis e Vasconcelos, primeiro presidente da província, que desde logo se empenhou em tomar medidas destinadas a impulsionar a economia local e conseguir recursos para as ações administrativas que se faziam necessárias. Procurou encaminhar para outras atividades, mormente de lavoura, parte da mão-de-obra e dos capitais que se empregavam no preparo e comércio da erva-mate. O mais lucrativo negócio da província continuava a ser, no entanto, a invernada e a venda de muares para São Paulo. Essa atividade chegou ao ponto mais alto na década de 1860 e só entrou em declínio no final do século.
Durante o período provincial, o governo do Paraná não alcançou a necessária continuidade administrativa, já que a presidência da província, de livre escolha do poder central, teve nada menos de 55 ocupantes em 36 anos. Os liberais paranaenses organizaram-se sob a liderança de Jesuíno Marcondes e seu cunhado Manuel Alves de Araújo, pertencentes à família dos barões de Tibagi e Campos Gerais, na época a mais poderosa oligarquia na região. Os conservadores eram chefiados por Manuel Antônio Guimarães e Manuel Francisco Correia Júnior, de famílias que controlavam o comércio do litoral.

## Observação da data
Em 1962, foi publicada a lei estadual 4 658, que instituiu o dia 19 de dezembro como feriado, mas não explicitou o que é que pretendia observar. Foi somente em 2014, com a edição da lei 18 384, que a Assembleia especificou que o que se comemora é a emancipação política do estado. Entretanto, através desse mesmo ato, decidiu que não mais haveria o feriado civil.
Como a antiga lei não consignava a expressão "data magna do Estado," havia dúvidas sobre se legislação estadual seria compatível com a lei federal 9 093, de 1995. Mas, "após a edição [da nova lei] não há margem para duas ou mais interpretações acerca do feriado estadual do dia 19 de dezembro no Estado do Paraná", afirmaram os desembargadores da 5.ª Turma do TRT9.
Ainda há quem entenda que comemorar a emancipação nessa data se trata de um erro histórico a ser reparado. Foi no dia 29 de agosto de 1853 que imperador Dom Pedro II sancionou o projeto que criava a nova província. O que houve em 19 de dezembro foi a posse do baiano Zacarias de Góis como o primeiro governador. "Quando nasce seu filho você não vai comemorar o aniversário dele no dia que faz o registro, mas sim no dia que nasceu. É parecido. Não faz sentido comemorar a emancipação no dia que o governador tomou posse," argumenta o deputado Nereu Moura. Além dele, o ex-governador Bento Munhoz da Rocha Neto, o historiador Jair Elias dos Santos Júnior e o diretor do Museu Paranaense, Renato Carneiro, apoiam a comemoração da data de 29 de agosto, em detrimento da de 19 de dezembro.